# Danny Clark
|  | No confondre amb Daniel Clark, jugador de bàsquet anglès |

Danny Clark   (Launceston, 30 d'agost de 1951) va ser un ciclista australià especialista en la pista. Plata als Jocs Olímpics de Múnic, va aconseguir també 11 medalles als Campionats del Món en pista. Gran dominador de les curses de sis dies, on ha obtingut més de 70 triomfs.

## Palmarès
- 1972
  -  Medalla de plata als Jocs Olímpics de Múnic en quilòmetre contrarellotge
- 1974
  - 1r als Sis dies de Sydney (amb Frank Atkins)
- 1976
  - 1r als Sis dies de Gant (amb Donald John Allan)
- 1977
  - Campió d'Europa en Òmnium Endurance
  - 1r als Sis dies de Münster (amb Donald John Allan)
  - 1r als Sis dies de Rotterdam (amb René Pijnen)
- 1978
  - Campió d'Europa en Òmnium Endurance
  - 1r als Sis dies de Rotterdam (amb René Pijnen)
  - 1r als Sis dies d'Anvers (amb Freddy Maertens)
  - 1r als Sis dies de Londres (amb Donald John Allan)
  - 1r als Sis dies de Copenhaguen (amb Donald John Allan)
  - 1r als Sis dies de Herning (amb Donald John Allan)
- 1979
  - Campió d'Europa de Madison (amb Donald John Allan)
  - 1r als Sis dies de Gant (amb Donald John Allan)
  - 1r als Sis dies de Bremen (amb René Pijnen)
  - 1r als Sis dies de Maastricht (amb Donald John Allan)
- 1980
  -  Campió del món de Keirin
  - 1r als Sis dies de Münster (amb Donald John Allan)
  - 1r als Sis dies de Londres (amb Donald John Allan)
  - 1r als Sis dies de Hannover (amb Donald John Allan)
  - 1r als Sis dies de Colònia (amb René Pijnen)
  - 1r als Sis dies de Múnic (amb Donald John Allan)
  - 1r als Sis dies de Grenoble (amb Bernard Thévenet)
- 1981
  -  Campió del món de Keirin
  - 1r als Sis dies de Rotterdam (amb Donald John Allan)
  - 1r als Sis dies de Múnic (amb Donald John Allan)
- 1982
  - 1r als Sis dies de Gant (amb Donald John Allan)
  - 1r als Sis dies de Herning (amb Donald John Allan)
  - 1r als Sis dies de Dortmund (amb Henry Rinklin)
- 1983
  - Campió d'Europa en Òmnium Endurance
  - 1r als Sis dies de Dortmund (amb Anthony Doyle)
  - 1r als Sis dies de Berlín (amb Anthony Doyle)
- 1984
  - Campió d'Europa en Òmnium Endurance
  - 1r als Sis dies de Maastricht (amb René Pijnen)
  - 1r als Sis dies de Berlín (amb Horst Schütz)

| - 1985 - Campió d'Europa de derny - 1r als Sis dies de Rotterdam (amb René Pijnen) - 1r als Sis dies de Maastricht (amb Anthony Doyle) - 1r als Sis dies de Colònia (amb Dietrich Thurau) - 1r als Sis dies de Berlín (amb Hans-Henrik Ørsted) - 1986 - Campió d'Europa en Òmnium Endurance - Campió d'Europa de derny - 1r als Sis dies de Gant (amb Anthony Doyle) - 1r als Sis dies de Rotterdam (amb Francesco Moser) - 1r als Sis dies de Copenhaguen (amb Anthony Doyle) - 1r als Sis dies de Múnic (amb Dietrich Thurau) - 1r als Sis dies de Dortmund (amb Anthony Doyle) - 1r als Sis dies de Berlín (amb Anthony Doyle) - 1r als Sis dies de Bassano del Grappa (amb Roberto Amadio i Francesco Moser) - 1r als Sis dies de Launceston (amb Anthony Doyle) - 1r als Sis dies de París (amb Bernard Vallet) - 1987 - 1r als Sis dies de Gant (amb Etienne De Wilde) - 1r als Sis dies de Rotterdam (amb Pierangelo Bincoletto) - 1r als Sis dies d'Anvers (amb Etienne De Wilde) - 1r als Sis dies de Copenhaguen (amb Anthony Doyle) - 1r als Sis dies de Bremen (amb Dietrich Thurau) - 1r als Sis dies de Maastricht (amb Anthony Doyle) - 1r als Sis dies de Dortmund (amb Roman Hermann) - 1988 - Campió del món darrere moto - Campió d'Europa de Madison (amb Anthony Doyle) - Campió d'Europa de mig fons - 1r als Sis dies de Münster (amb Anthony Doyle) - 1r als Sis dies de Rotterdam (amb Anthony Doyle) - 1r als Sis dies de Bremen (amb Anthony Doyle) - 1r als Sis dies de Múnic (amb Anthony Doyle) - 1r als Sis dies de Dortmund (amb Anthony Doyle) - 1r als Sis dies de Berlín (amb Anthony Doyle) - 1r als Sis dies de París (amb Anthony Doyle) - 1r als Sis dies de Bassano del Grappa (amb Francesco Moser) | - 1989 - Campió d'Europa de Madison (amb Anthony Doyle) - 1r als Sis dies de Copenhaguen (amb Urs Freuler) - 1r als Sis dies de Colònia (amb Anthony Doyle) - 1r als Sis dies de Grenoble (amb Gilbert Duclos-Lassalle) - 1r als Sis dies de Bassano del Grappa (amb Adriano Baffi) - 1r als Sis dies de Stuttgart (amb Uwe Bolten) - 1990 - Campió d'Europa de derny - 1r als Sis dies de Gant (amb Roland Günther) - 1r als Sis dies de Copenhaguen (amb Jens Veggerby) - 1r als Sis dies de Bremen (amb Roland Günther) - 1r als Sis dies de Múnic (amb Anthony Doyle) - 1991 - Campió del món darrere moto - 1r als Sis dies de Copenhaguen (amb Jens Veggerby) - 1r als Sis dies de Dortmund (amb Rolf Aldag) - 1992 - 1r als Sis dies de Copenhaguen (amb Urs Freuler) - 1r als Sis dies de Stuttgart (amb Pierangelo Bincoletto) - 1993 - 1r als Sis dies de Buenos Aires (amb Marcello Alexandre) - 1994 - 1r als Sis dies de Gant (amb Etienne De Wilde) - 1r als Sis dies de Bremen (amb Andreas Kappes) - 1995 - 1r als Sis dies de Copenhaguen (amb Jimmi Madsen) - 1r als Sis dies de Dortmund (amb Rolf Aldag) - 1r als Sis dies de Stuttgart (amb Etienne De Wilde) - 2000 - 1r als Sis dies de Nouméa (amb Graeme Brown) |